# John LaMotta
John LaMotta in ALF (1986)

Link zum Bild

John LaMotta (* 8. Januar 1939 in Brooklyn, New York City; † 29. Januar 2014 in Los Angeles) war ein US-amerikanischer Schauspieler.

## Leben
LaMotta wurde vor allem durch die Rolle des Trevor Ochmonek in der Fernsehserie Alf bekannt. Er spielte den häufig aufdringlichen und unsensiblen Ehemann der neugierigen Nachbarin Raquel Ochmonek, gespielt von Liz Sheridan. In einem Interview bezeichnete er die Serie 2010 als „das Schlechteste, was ich jemals gemacht habe“.
Vor seinem Engagement in der Serie Alf war LaMotta mehrfach in Filmen des Regisseurs Sam Firstenberg wie Die Begegnung (1983) und American Fighter (1985) sowie in Gastrollen zahlreicher Fernsehserien wie T.J. Hooker und Knight Rider zu sehen. Nach Alf folgten in den 1990er Jahren Gastauftritte unter anderem bei Emergency Room, Frasier, Die Nanny und Unser lautes Heim sowie einige Nebenrollen in Action- und B-Filmen, von denen Vampire in Brooklyn (1995) der bekannteste ist. In dem Kurzfilm Birch Street Gym, der 1992 als Bester Kurzfilm für einen Oscar nominiert war, spielte er 1991 eine der Hauptrollen als alternder Boxer.
LaMotta ist der Neffe des bekannten Boxers Jake LaMotta und war selbst als Amateurboxer aktiv. Zuletzt war er Mitglied einer Theatergruppe in Los Angeles.
Im Deutschen wurde er in den Fernsehserien Alf und Die Nanny von Norbert Gastell synchronisiert.

## Filmografie (Auswahl)
Spielfilme
- 1976: Die Mafia kennt keine Gnade (Mean Johnny Barrows)
- 1983: Die Begegnung (One More Chance)
- 1983: Ninja II – Die Rückkehr der Ninja (Revenge of the Ninja)
- 1984: Breakin’ 2: Electric Boogaloo
- 1984: Ninja III – Die Herrschaft der Ninja (Ninja III: The Domination)
- 1985: Stingray – Mendozas Rache (Stingray)
- 1985: American Fighter (American Ninja)
- 1986: Diese zwei sind nicht zu fassen (Running Scared)
- 1989: Perry Mason: Seminar des Todes (Perry Mason: The Case of the Lethal Lesson, Fernsehfilm)
- 1990: Why me?
- 1991: Birch Street Gym (Kurzfilm)
- 1992: Frank Sinatra – Der Weg an die Spitze (Sinatra, Fernsehfilm)
- 1992: Heisse Scheine (We’re Talkin’ Serious Money)
- 1992: Bloodfist 4: Deadly Dragon (Bloodfist 4: Die Trying)
- 1993: Gypsy (Fernsehfilm)
- 1994: In this Corner
- 1994: Clash: Showdown in L.A. (Lookin´ Italian)
- 1994: Pet Shop
- 1994: Der Scout (The Scout)
- 1995: Cagney & Lacey – Der Tote im Park (Cagney & Lacey: Together Again, Fernsehfilm)
- 1995: Vampire in Brooklyn (Wes Craven’s Vampire In Brooklyn)
- 1995: Fatal Choice
- 1996: Sweet Temptation
- 1997: Blue Motel
- 1999: Five Aces

Fernsehserien
- 1983: Hardcastle & McCormick
- 1983, 1984, 1986: Polizeirevier Hill Street (Hill Street Blues, drei Folgen)
- 1984: T.J. Hooker (eine Folge)
- 1984, 1986: Cagney & Lacey (zwei Folgen)
- 1985: Knight Rider (eine Folge)
- 1986: Benson (eine Folge)
- 1986–1989: Alf (30 Folgen)
- 1986, 1991: Unser lautes Heim (Growing Pains, drei Folgen)
- 1990: Wer ist hier der Boss? (Who’s the Boss?, eine Folge)
- 1993: Superman – Die Abenteuer von Lois & Clark (Lois & Clark: The New Adventures of Superman, eine Folge)
- 1994: Emergency Room – Die Notaufnahme (ER, vier Folgen)
- 1994: Ausgerechnet Alaska (Northern Exposure, eine Folge)
- 1994, 1998: Frasier (zwei Folgen)
- 1995: Die Nanny (The Nanny, eine Folge)
- 1998: Caroline in the City (eine Folge)